# Wintringen (Schengen)
Wintringen (luxemburgisch Wëntrengⓘ; französisch Wintrange) ist eine Ortschaft in der Gemeinde Schengen im Kanton Remich im Osten des Großherzogtums Luxemburg. Im Jahr 2020 betrug die Einwohnerzahl 483.
Das Dorf ist von Weinbergen umgeben, ein Naturschutzgebiet mit zahlreichen kleinen Seen erstreckt sich bis an die nahegelegene Mosel. Das Dorf wird vom Kurlerbach durchflossen.
In Wintringen befindet sich der Felsberg. Auf diesem thront die Statue von dem heiligen Donatus, welcher die Weinberge schützen und segnen soll.

## Gebäude
Im Ort befindet sich das Château de Wintrange, ein Schloss, das 1610 im Stil der Renaissance errichtet wurde. Es befindet sich in Privatbesitz und kann nicht besichtigt werden.
Die Dorfkirche Saint-Hubert wurde 1960 erbaut.